# Mérouville
Mérouville település Franciaországban, Eure-et-Loir megyében. Lakosainak száma 215 fő (2022. január 1.). Mérouville Gommerville községgel határos.

## Népesség
A település népességének változása:
| Lakosok száma | 228  | 206  | 201  | 229  | 219  | 223  | 218  | 214  | 212  | 215  |
|               | 1968 | 1982 | 1990 | 2006 | 2013 | 2015 | 2017 | 2019 | 2020 | 2022 |